# Tales from the Hood
Tales from the Hood es una película de antología de 1995 dirigida por Rusty Cundieff y producida ejecutivamente por Spike Lee. El filme presenta cuatro historias de terror basadas en conceptos problemáticos que afectan a la comunidad afroamericana como la corrupción policial, el abuso doméstico, el racismo institucional y la violencia de las pandillas; todo ello presentado dentro de una historia marco de tres traficantes de drogas que encuentran a un excéntrico director de funeraria.
La película recibió críticas mixtas tras su estreno, pero desde entonces ha ganado seguidores de culto.

## Argumentos
La película muestra cuatro historias diferentes en las que se aborda temas que aquejan a la comunidad negra, que van desde el racismo institucional hasta la violencia entre pandillas: un joven policía negro que ve como sus dos colegas blancos detienen a quien resulta ser un activista por los derechos civiles emprendiendo una cruzada contra la corrupción policial; un niño que es atormentado por «un monstruo» que le deja moretones, el cual más tarde se revela que estaba refiriéndose a su abusivo padrastro; un senador exmiembro del Ku Klux Klan y aspirante ser gobernador que establece su oficina en una antigua plantación de esclavos que está embrujada por muñecos animados por las almas torturadas; y un gánster condenado a cadena perpetua conociendo a un recluso supremacista blanco, quien no era más que un peón de las autoridades, sometiendo al gánster a un proceso de tortura para hacerle comprender las consecuencias de sus actos.
Dichas historias se ven intervenidas por escenas de encuadre que involucran a Mr. Simms en su funeraria, en la que asisten un trío de traficantes de drogas llamados Stack, Ball y Bulldog. Ellos ayudan a Simms a buscar la droga que necesitan por todo el edificio.

## Reparto

### Welcome to My Mortuary
- Clarence Williams III como Mr. Simms
- Joe Torry como Stack
- Samuel Monroe, Jr. como Bulldog
- De'Aundre Bonds como Ball

### Rogue Cop Revelation
- Tom Wright como Martin Moorehouse
- Anthony Griffith como Clarence Smith
- Wings Hauser como Strom Richmond
- Michael Massee como Newton Hauser
- Duane Whitaker como Billy Crumfield

### Boys Do Get Bruised
- Brandon Hammond como Walter Johnson
- Rusty Cundieff como Richard Garvy
- Paula Jai Parker como Sissy Johnson
- David Alan Grier como Carl

### KKK Comeuppance
- Corbin Bernsen como Duke Metger
- Roger Guenveur Smith como Rhodie
- Art Evans como Eli
- Christina Cundieff como Miss Cobbs

### Hard-Core Convert
- Lamont Bentley como Jerome "Crazy K" Johns
- Rosalind Cash como Dr. Cushing
- Ricky Harris como Lil' Deke